# Wołgogradzka Fabryka Traktorów
Wołgogradzka Fabryka Traktorów (ros. Волгоградский тракторный завод – Wołgogradskij traktornyj zawod), w skrócie (ВгТЗ, WgTZ), w latach 1930–1961 Stalingradzka Fabryka Traktorów imienia Feliksa Dzierżyńskiego, STZ, Сталинградский тракторный завод имени Ф. Э. Дзержинского (СТЗ) – fabryka traktorów i wozów bojowych w Wołgogradzie, w ZSRR / Rosji.

## Historia

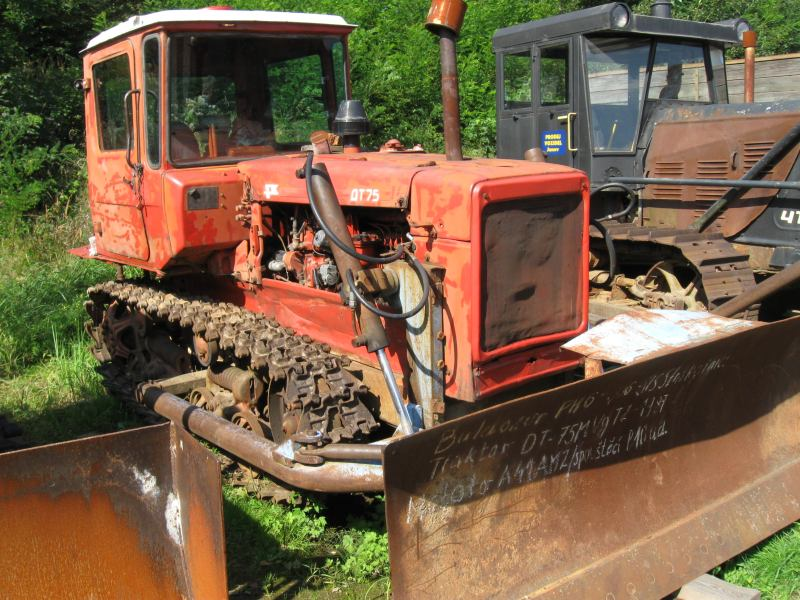
Ciągnik DT-75

Do roku 1961, Wołgogradzka Fabryka Traktorów funkcjonowała pod nazwą Stalingradzka Fabryka Traktorów imienia Feliksa Dzierżyńskiego (STZ). Fabryka została zbudowana jako jeden z pierwszych zakładów przemysłowych w ramach szybkiego uprzemysławiania ZSRR. Budowa Stalingradzkiej Fabryki Traktorów została przeprowadzona przy pomocy przedsiębiorstw państw zachodnich, przede wszystkim Stanów Zjednoczonych Ameryki. Prace projektowe – zrealizowane w możliwie najkrótszym czasie – zostały przeprowadzone przez amerykańskiego architekta Alberta Kahna, współpracował przy tej inwestycji z Saulem Bronem. Budowniczym fabryki był W.P. Martinienko. СТЗ został otwarty w 1930 roku.
Przed II wojną światową produkowano m.in. ciągniki rolnicze STZ-3 i STZ-NATI, a także czołgi, w tym podczas wojny, T-34.
Po II wojnie światowej zakład odbudowano ze zniszczeń i kontynuowano produkcję ciągników STZ-NATI. 25 listopada 1949 wdrożono do produkcji wielkoseryjny ciągnik z silnikiem Diesla DT-54. 22 listopada 1949 fabryka rozpoczęła produkcję silników Diesla do ciągników. 16 lipca 1956 zakończono montaż dwóch doświadczalnych ciągników DT-75. W maju 1960 roku postanowiono przystosować fabrykę do produkcji ciągnika DT-75. 28 sierpnia 1967 roku fabryka rozpoczęła seryjną produkcję ciągnika DT-75M, natomiast w 1969 roku DT-75B – wersję przeznaczoną na bagna. W lipcu 1978 roku została podjęta decyzja w sprawie produkcji ciągników DT-75C i modernizacji zakładu. W lutym 1983 roku wyprodukowano dwumilionowy ciągnik. W 1997 roku gąsienicowy ciągnik rolniczy WT-100 otrzymał certyfikat.
W grudniu 2002 roku fabryka została podzielona na 5 przedsiębiorstw:
- Traktornaja kompanija WgTZ
- Rossijskije maszynostroitielnyje komponienty
- Territorija promyszliennowo razwitija
- Wołgogradskij traktor

które stanowiły grupę spółek Wołgogradskowo Traktornowo Zawoda
oraz spółkę produkującą uzbrojenie, która w tę grupę nie wchodziła.
- Wołgogradska maszynostroitielnaja kompanija WgTZ[5], ona jest własnością spółki Kurganskij Maszynostroitielnyj Zawod, obecnego producenta m.in. wozów bojowych Sprut-SDM1 i Kurganiec-25.

W marcu 2003 roku, ВгТЗ weszła w skład grupy przemysłowej Agromaszholding. Gdy jeszcze fabryka produkowała stała się częścią przedsiębiorstwa inżynieryjno-przemysłowego pod firmą Koncern Traktornyje Zawody (pol. Koncern Fabryki Ciągników), produkującego ciągniki dwóch modyfikacji DT-75, Agromasz 90TG i Agromasz 150TG. Obecnie ciągniki są produkowane w Czeboksarach, przez Wołżskij Kombajnowyj Zawod.
Ostatnią produkcją w zakładzie była jedynie produkcja wojskowa. Zakład jest w znacznej części zburzony, stan 2021 r., poza główną bramą i biurowcem, który jest wynajmowany na usługi biurowe.

## Produkty
| - T-34 (1940–1944) - STZ-5 (1937–1942) - PT-76 (1951–1967) - BMD-1 - BMD-2 - BMD-3 - BMD-4 - 2S25 Sprut-SD | - STZ-3 (1937–1949) - DT-54 (1949–1963) - DT-75 (1963–do czasu likwidacji) - WT-100 (lata 90 XX w. do czasu likwidacji) - Agromasz 90TG (2009 do czasu likwidacji) - Agromasz 315TG |